# Franz Philipp von Sommaruga
Franz Philipp von Sommaruga, seit 1838 Freiherr von Sommaruga (* 5. März 1815 in Wien; † 26. Juni 1884 ebenda) war ein österreichischer Jurist und Politiker.

## Leben
Der Sohn eines Oberlandesgerichtspräsidenten studierte von 1830 bis 1835 Philosophie und Rechtswissenschaften in Wien und begann anschließend als Auskultant, ab 1840 als  Aktuar, im juristischen Staatsdienst in Wien. Die von ihm erstellte Kriminalstatistik konnte er nach Einschreiten der österreichischen Zensurbehörden nicht veröffentlichen.
1846 wurde er zum Hof-Ratsprotokollist bei der obersten Justizstelle berufen. Im folgenden Jahr wechselte er als Rat zum Merkantil- und Wechselgericht und wurde 1848 Landrat in Wien.
Im Rahmen der Märzrevolution wurde er neben Anton von Schmerling stellvertretender österreichischer Vertrauensmann im Siebzehnerausschuss des Deutschen Bundes und anschließend Abgeordneter für den böhmischen Wahlkreis Elbogen/Eger in der Frankfurter Nationalversammlung, der er vom 20. Mai 1848 bis zum 30. April 1849 angehörte. Sommaruga war dort Mitglied der Casino-Fraktion, nach dessen kleindeutscher Festlegung wechselte er zum Pariser Hof. Er war in der Nationalversammlung in einer Vielzahl von Ausschüssen des Parlaments tätig, insbesondere im Verfassungsausschuss sowie in Ausschüssen zu österreichischen und großdeutschen Fragen.
Nach dem Ende der Nationalversammlung wurde Sommaruga in Wien Oberlandesgerichtsrat im Justizministerium und war insbesondere mit der Organisation des Justizwesens in Ungarn befasst. Ab 1851 arbeitete er am Landesgericht und am Handelsgericht in Wien. Dem Verein der Ersten österreichischen Sparkasse gehörte er ab 1854 an, seit 1857 als Vorsteher, von 1860 bis 1869 als Direktor.
1856 wurde er Sektionsrat, 1866 Ministerialrat im österreichischen Finanzministerium und Verwaltungsrat der Kaiserin Elisabeth-Bahn (Westbahn). 1862 trat er dem Deutschen Reformverein bei. Wegen seiner kritischen Haltung zum Österreich-Ungarischen Verfassungsausgleichs wurde Sommaruga 1867 in den Ruhestand versetzt. Von 1868 bis 1869 war er Abgeordneter im niederösterreichischen Landtag.